# Пух (кратки филм)
„Пух” је југословенски кратки филм из 1993. године. Режирао га је Јован Ранчић а сценарио су  написали Аленка Ранчић и Владислава Војновић.

## Улоге
| Глумац            | Улога |
| ----------------- | ----- |
| Драгомир Фелба    |       |
| Душан Јанићијевић |       |
| Никола Жарковић   |       |
| Владан Живковић   |       |